# Salernes
Pour l’article ayant un titre homophone, voir Salerne.
Salernes est une commune française située dans le département du Var, en région Provence-Alpes-Côte d'Azur.
Ses habitants sont les Salernois.
Salernes est connue pour ses tomettes hexagonales et pour ses poteries.

## Géographie

### Localisation
La commune s'étend sur 39,3 km2 et se trouve à 22 kilomètres à l'ouest de Draguignan et à 9 kilomètres au sud d'Aups.

### Géologie et relief
Le village se situe dans une dépression entourée de collines dont l'altitude varie entre 300 et 400 mètres.

### Voies de communications et transports

#### Voies routières
Salernes est traversée par les routes départementales 31 et 560.

#### Transports en commun
- Transport en Provence-Alpes-Côte d'Azur

La commune est desservie par les réseaux de lignes régulières Zou ! et Tedbus.

### Sismicité
Il existe trois zones de sismicités dans le Var : 
- Zone 0 : Risque négligeable. C'est le cas de bon nombre de communes du littoral varois, ainsi que d'une partie des communes du centre Var. Malgré tout, ces communes ne sont pas à l'abri d'un effet tsunami, lié à un séisme en mer ;
- Zone Ia : Risque très faible. Concerne essentiellement les communes comprises dans une bande allant de la montagne Sainte-Victoire au massif de l'Esterel ;
- Zone Ib : Risque faible. Ce risque, le plus élevé du département (mais qui n'est pas le plus haut de l'évaluation nationale), concerne 21 communes du nord du département.

Dans le Var, 82 communes sont classées en risque négligeable (zone 0), 50 en zone de sismicité très faible mais au risque non négligeable (Ia), et 21 en zone de sismicité faible (Ib).
Salernes est classée en zone Ia,.

### Hydrographie et eaux souterraines
Commune située à proximité du confluent des rivières de la Bresque et la Braque.
Cours d'eau sur la commune ou à son aval :
- rivière la Bresque,
- vallons de la Brague ; de Pelcourt ; de Combe Amère ; de l'Hôpital ; de Gaudran ; de Pierre Ambert ; de Riforan,
- ruisseau des Esparus.

## Intercommunalité
Salernes est membre de la Dracénie Provence Verdon agglomération de 110 019 habitants en 2019, créée le 31 octobre 2000. Les communes composant la CAD en 2012 sont (par ordre alphabétique) :
- Communes fondatrices
  - Draguignan ; Châteaudouble ; Figanières ; La Motte ; Les Arcs ; Lorgues ; Taradeau ; Trans-en-Provence.
- Communes ayant adhéré ultérieurement
  - Ampus ; Bargemon ; Callas ; Claviers ; Flayosc ; Montferrat ; Le Muy ; Vidauban ; Saint-Antonin-du-Var ; Salernes ; Sillans-la-Cascade.
- Communes intégrées en 2017
  - Comps-sur-Artuby ; La Bastide ; La Roque-Esclapon ; Bargème.

### Climat
Pour des articles plus généraux, voir Climat de Provence-Alpes-Côte d'Azur et Climat du Var.
En 2010, le climat de la commune est de type climat méditerranéen franc, selon une étude du Centre national de la recherche scientifique s'appuyant sur une série de données couvrant la période 1971-2000. En 2020, Météo-France publie une typologie des climats de la France métropolitaine dans laquelle la commune est exposée à un climat méditerranéen et est dans une zone de transition entre les régions climatiques « Provence, Languedoc-Roussillon » et « Var, Alpes-Maritimes ». 
Pour la période 1971-2000, la température annuelle moyenne est de 13,4 °C, avec une amplitude thermique annuelle de 16,7 °C. Le cumul annuel moyen de précipitations est de 882 mm, avec 6,6 jours de précipitations en janvier et 2,6 jours en juillet. Pour la période 1991-2020, la température moyenne annuelle observée sur la station météorologique de Météo-France la plus proche, « Entrecasteaux », sur la commune d'Entrecasteaux à 5 km à vol d'oiseau, est de 14,9 °C et le cumul annuel moyen de précipitations est de 804,5 mm. 
La température maximale relevée sur cette station est de 41,5 °C, atteinte le 5 août 2017 ; la température minimale est de −10 °C, atteinte le 12 février 2012,,. 
Les paramètres climatiques de la commune ont été estimés pour le milieu du siècle (2041-2070) selon différents scénarios d'émission de gaz à effet de serre à partir des nouvelles projections climatiques de référence DRIAS-2020. Ils sont consultables sur un site dédié publié par Météo-France en novembre 2022.

## Urbanisme
Salernes dispose d'un plan local d'urbanisme,.
La commune de Salernes dépendra du schéma de cohérence territoriale (SCOT) de la Dracénie en cours d'élaboration.

### Typologie
Au 1er janvier 2024, Salernes est catégorisée bourg rural, selon la nouvelle grille communale de densité à sept niveaux définie par l'Insee en 2022.
Elle appartient à l'unité urbaine de Salernes, une agglomération intra-départementale regroupant trois communes, dont elle est ville-centre,,. La commune est en outre hors attraction des villes,.

### Occupation des sols
L'occupation des sols de la commune, telle qu'elle ressort de la base de données européenne d’occupation biophysique des sols Corine Land Cover (CLC), est marquée par l'importance des forêts et milieux semi-naturels (70,1 % en 2018), une proportion sensiblement équivalente à celle de 1990 (69,9 %). La répartition détaillée en 2018 est la suivante : 
forêts (63,4 %), zones agricoles hétérogènes (13,1 %), zones urbanisées (8,5 %), cultures permanentes (8,3 %), milieux à végétation arbustive et/ou herbacée (4,9 %), espaces ouverts, sans ou avec peu de végétation (1,9 %). L'évolution de l’occupation des sols de la commune et de ses infrastructures peut être observée sur les différentes représentations cartographiques du territoire : la carte de Cassini (XVIIIe siècle), la carte d'état-major (1820-1866) et les cartes ou photos aériennes de l'IGN pour la période actuelle (1950 à aujourd'hui).

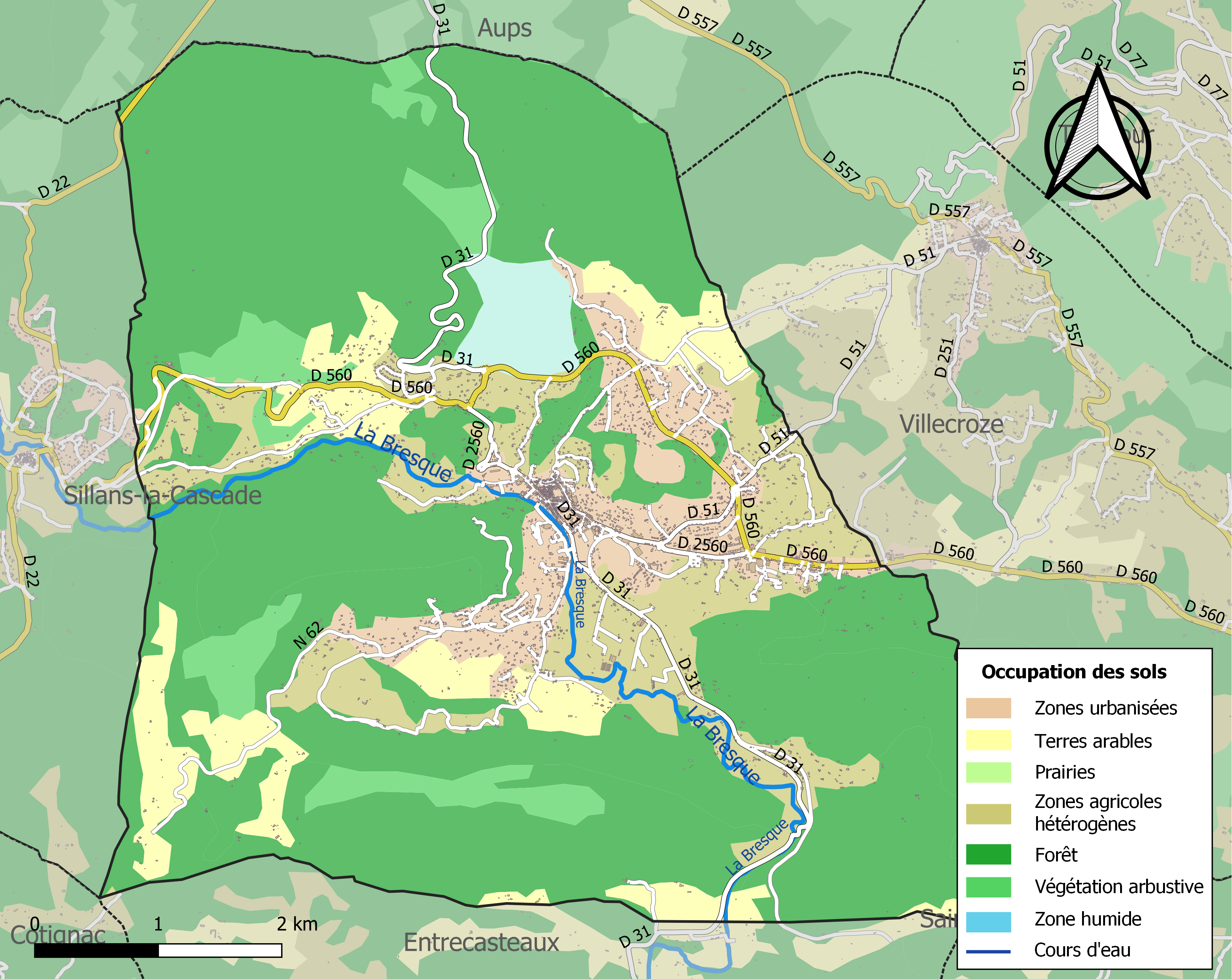
Carte des infrastructures et de l'occupation des sols de la commune en 2018 (CLC).

## Histoire

### La Préhistoire
Dès le Paléolithique Supérieur (Aurignacien), environ 35 000 ans avant notre ère, l'homme établit son habitat dans le bassin de Salernes (Baume de la Bouissière et Baume du Pin). 
Le Néolithique (5000-2000 av. J.-C.) occupe également une place importante dans ce milieu écologique favorable qui d'après R. Boyer et A. Taxil explique « l'importance et le caractère ininterrompu de l'habitat préhistorique ». La Baume de Fontbrégoua fut ainsi occupée par l'homme pendant dix millénaires, de 12 000 jusqu'à 2000 av. J.-C.
À l'âge du bronze, entre 1800 et 750 av. J.-C., s'installe dans la vallée un habitat de petites huttes (céramiques) auquel succède à l'âge du fer un habitat perché et fortifié (oppida celto-ligures de Gandelon, de la Croix-Solliès, de la Bouissière et de la Mure).
L'occupation romaine est attestée par la présence d'un habitat de plaine dispersé (villa de Saint-Jean et de Notre-Dame de Pitié) et de fragments de tombeaux en brique romaine (quartier Saint-Loup).

### Du Moyen Âge à aujourd'hui
Pendant les invasions sarrasines, l'habitat se regroupe autour de la forteresse seigneuriale, à l'emplacement qu'il occupe toujours.
Au XIe siècle, Salernes est possession de l'abbaye de Saint-Victor de Marseille qui a installé à Villecroze un monastère bénédictin.
Athanulphe cède à l'abbaye marseillaise tous ses droits sur la villa Saint-Jean. À leur tour, Vital et son épouse Suzanne donnent deux champs dont l'un est appelé « Camp Long » (Gandelon).
Les Pontevès sont au XIIe siècle les premiers seigneurs du lieu. En 1189, la seigneurie passe par mariage dans la maison des Castellane. D'après Garcin, Salernes aurait été fondée au XIVe siècle par des familles italiennes qui, venant de Salerne, ville du royaume de Naples, s'établirent en Provence à la suite de la reine Jeanne.
C'et au XIIIe siècle que Boniface IV, comte de Castellane (La baronnie de Castellane), de Salernes, de Villecroze..., introduit la figue blanche importée d'Italie.
À cette époque le village est situé sur la route du sel qu'empruntent les sauniers depuis Hyères jusqu'aux Alpes. L'abbé Saglietto découvrit près de la source Saint-Barthélémy, au quartier des Murres, des vestiges de Salernes. Les « Murres » étaient des citernes, qui, remplies d'eau et de saumure, permettaient par évaporation la fabrication du sel.
La mort de la reine Jeanne Ire ouvre une crise de succession à la tête du comté de Provence, les villes de l’union d'Aix (1382-1387) soutenant Charles de Duras contre Louis Ier d'Anjou. Le seigneur de Salernes, Georges de Castellane, soutient le duc d’Anjou dès le printemps 1382, ce soutien étant conditionné à la participation du duc à l’expédition de secours à la reine. Au contraire de son seigneur, la communauté villageoise soutient Charles de Duras, même si elle finit par se rallier à la dynastie angevine.
Au XVIe siècle, Honorée de Castellane-Salernes épouse Ange de Pontevès seigneur de Buoux. En 1639, leur fille unique épouse Louis de Galléan, seigneur des Issarts en faveur duquel les terres de Salernes sont érigées en marquisat par lettres patentes de mars 1653. En 1769, la famille des Issarts s'étant éteinte, la seigneurie est vendue à Louis de Gallifet.
Peu avant la Révolution française, l’agitation monte. Outre les problèmes fiscaux présents depuis plusieurs années, la récolte de 1788 avait été mauvaise et l’hiver 1788-89 très froid. L’élection des États généraux de 1789 avait été préparée par celles des États de Provence de 1788 et de janvier 1789, ce qui avait contribué à faire ressortir les oppositions politiques de classe et à provoquer une certaine agitation. C’est au moment de la rédaction des cahiers de doléances, fin mars, qu’une vague insurrectionnelle secoue la Provence. Une émeute se produit à Salernes les 25 et 26 mars : des paysans de la commune et des villages voisins manifestent contre leur seigneur. L’émeute va de maison en maison, pour faire annuler des dettes, puis fait pression sur le seigneur pour faire annuler des amendes, et restituer une terre abusivement achetée. On dresse aussi, en guise de menace de mort, une potence devant la maison du curé. Dans un premier temps, la réaction consiste dans la création d’une garde bourgeoise et le rassemblement d’effectifs de la maréchaussée sur place. Des poursuites judiciaires sont diligentées, mais les condamnations ne sont pas exécutées, la prise de la Bastille comme les troubles de la Grande peur provoquant, par mesure d’apaisement, une amnistie début août.

## Histoire de la tomette de Salernes

### Les prémices de l’activité céramique

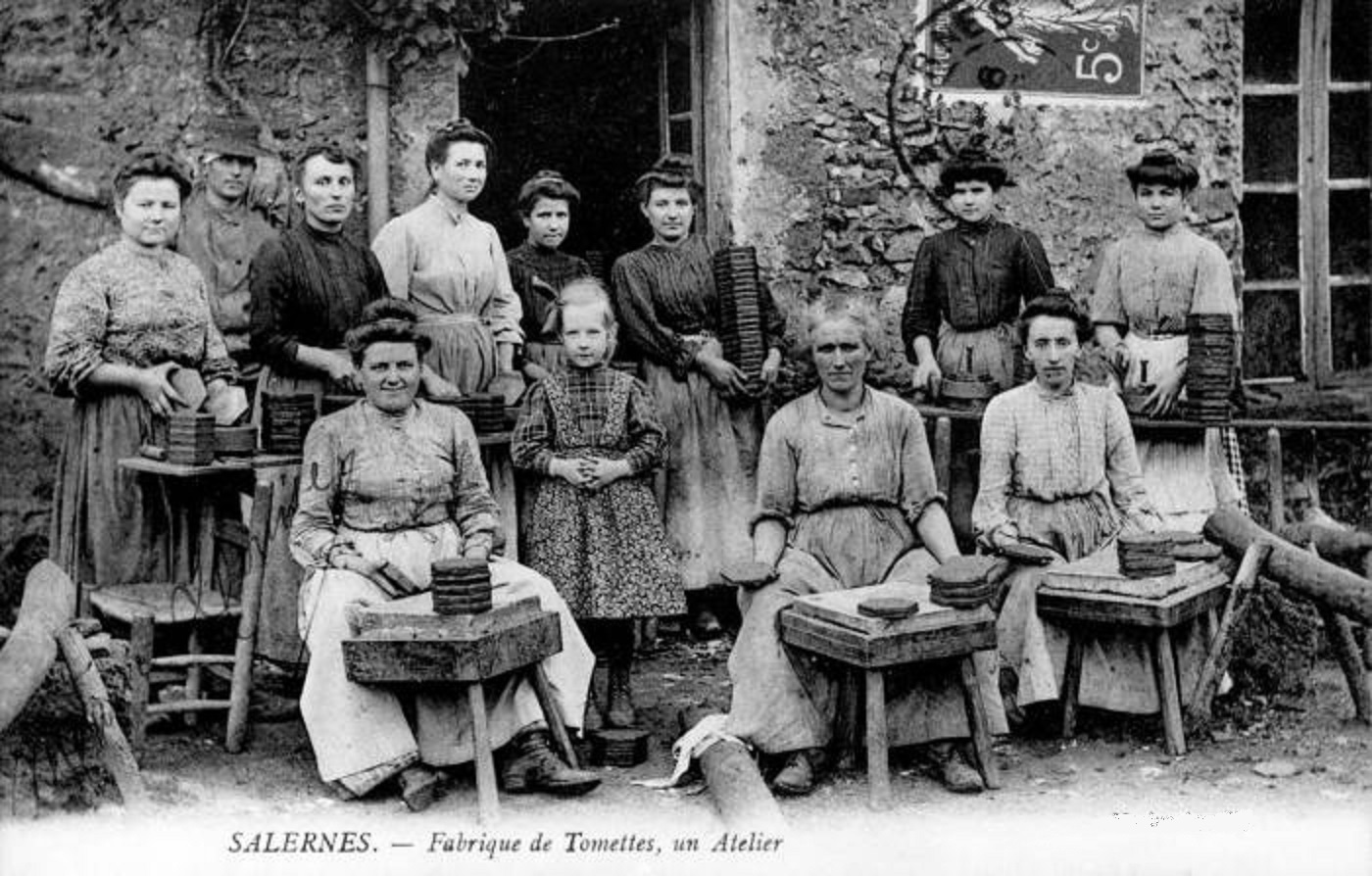
Atelier de tomettes à Salernes.

Salernes, village du Haut Var, est réputé depuis le début du XIXe siècle pour sa production de carrelage rouge hexagonal appelé : « tomette ». Originellement, le village était basé sur une économie agricole. On produisait de l’huile, du vin, des figues, du blé, des haricots, des melons et des pêches. On trouvait également des filatures de soie, des fabriques de chapeaux et de draps grossiers.
Dès la fin du XVIIIe siècle, les habitants de Salernes ont commencé à exploiter la richesse des ressources locales pour améliorer leur niveau de vie d’agriculteur. Ils commencèrent à produire de la faïence comme à Varages, mais après la Révolution, le marché de la faïence diminue progressivement. Salernes se reconvertit dans la fabrication par la terre cuite. Ainsi à partir des années 1830, des dizaines de petits ateliers se sont créés sur le territoire : fabriquant des tuiles, des briques, des tuyaux, des malons et des poteries utilitaires, pour les besoins locaux.
Cependant, la qualité exceptionnelle des gisements d’argile de Salernes - argile rouge ferrugineuse - a poussé les fabricants de Salernes à se spécialiser dans la fabrication d’un mono-produit : le malon hexagonal rouge appelé tomette.

### 1850: une activité prospère, la «Tomette de Salernes»

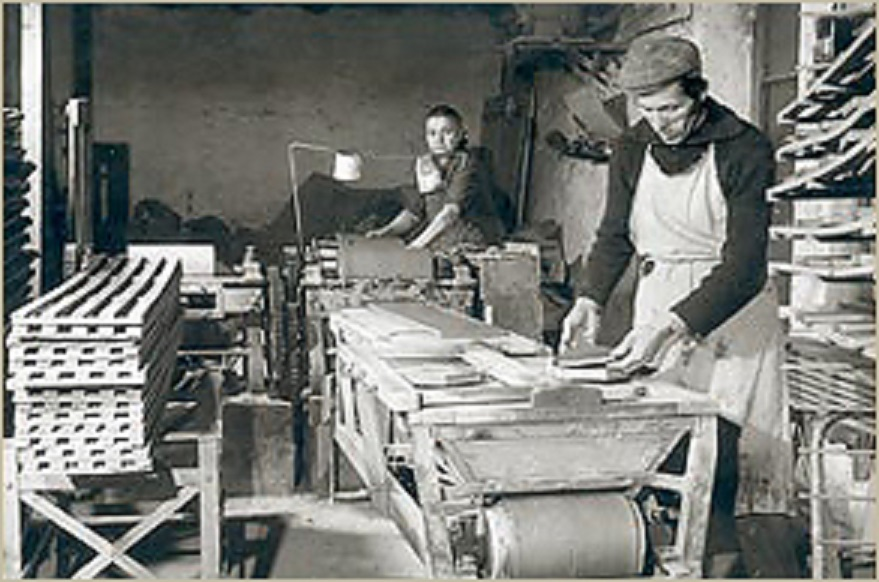
Fabrique de tomettes provençales de Salernes dans les années 1930.

Dès 1850, cette activité a pris une ampleur considérable. Plus qu'une simple activité artisanale, la céramique devient très tôt une activité commerciale, fer de lance de l'économie du pays. Pour répondre à la demande extérieure toujours plus importante, de nouvelles fabriques se sont construites et les petits ateliers implantés çà et là à Salernes, ont été agrandis. Ainsi le quartier de Saint-Romain apparaît. La tomette est un matériau léger et d’une grande résistance qui a conquis le marché du bâtiment. La tomette est un ancien carreau utilisé pour faire le parterre dans une ancienne maison, style toulousaine. Avec l'expansion des constructions du littoral, les commandes de tomettes abondent. Les fabriques de Salernes alimentent les magasins des négociants de Toulon - Marseille et Nice.
Les produits sont exportés en Afrique du Nord, Afrique du Sud, Italie, en Amérique, ils transitent par les ports de Toulon et Marseille. On fait appel à une main-d’œuvre étrangère pour assurer la production, l'activité reste cependant saisonnière.
L'industrie de la tomette a connu de grandes périodes de gloire tout au long du XIXe siècle. Malgré les crises économiques, les guerres, la concurrence des produits étrangers, l’activité céramique s’est maintenue jusque dans les années 1950. Elle s’est ainsi transmise de génération en génération, sans que l’on puisse noter de grands changements.

### 1950: vers un nouvel essor
Dès 1950, de nouveaux produits apparaissent sur le marché : grès - granito - linoléum. Ces derniers sont des concurrents directs de la tomette.
Après la Seconde Guerre mondiale, la tomette est utilisée pour la reconstruction des maisons : exemple le port de Toulon.
La tomette reste un produit peu coûteux que l'on emploie pour les constructions HLM du Sud de la France et d'Afrique du Nord.
On constate cependant que la tomette a vieilli, le consommateur a envie de produits nouveaux. Le déclin de l'industrie céramique est annoncé, des fabriques ferment.

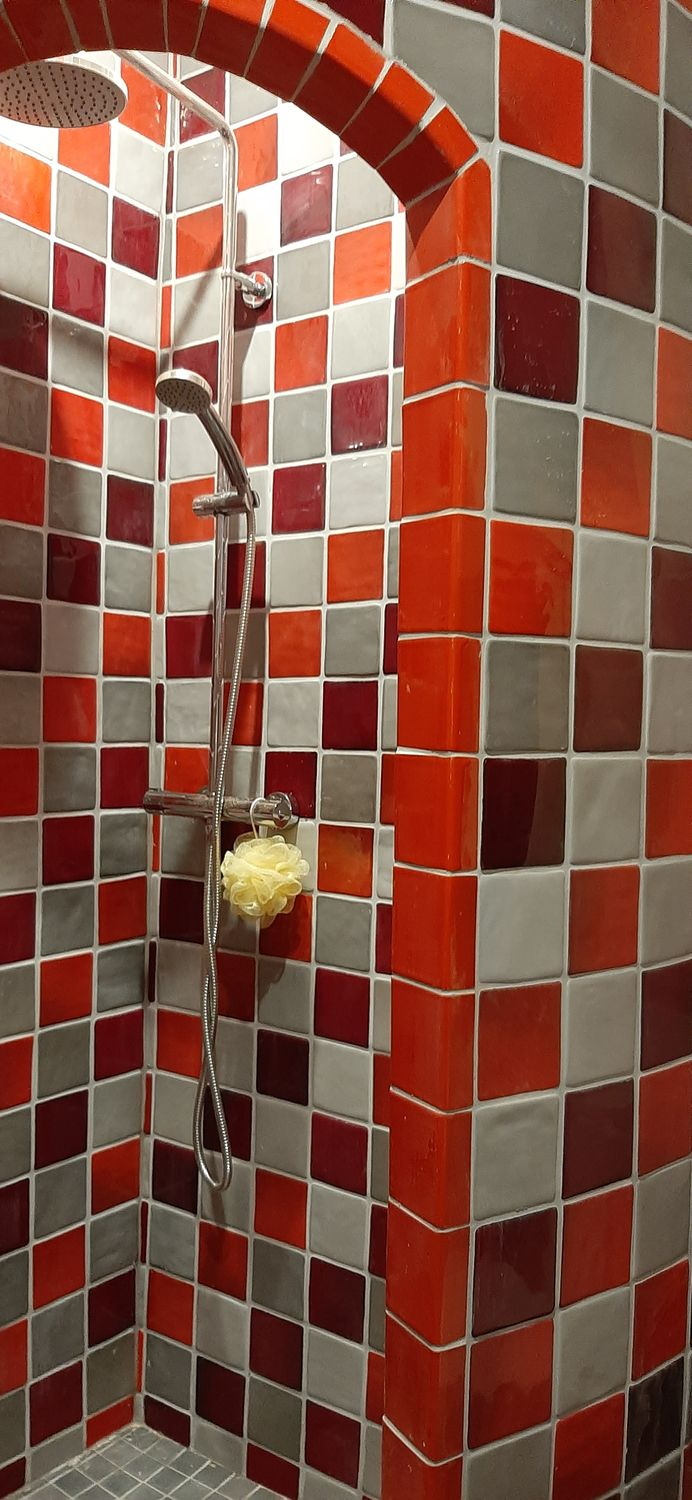
Patchwork de carreaux émaillés et pièces de forme.

À partir des années 1960, les céramistes se sont adaptés aux nouvelles demandes du marché. Salernes invente le « carreau rustique » aux formes et couleurs variées. Trèfles - mauresques - fleurs de lys, inondent le marché. Le plus important d'entre eux, Céramiques Boutal lance les terres cuites émaillées .

Dès 1970, l'activité céramique de Salernes prend un nouvel essor.
Salernes ne produit plus seulement des carreaux en terre cuite brute. Les céramistes introduisent l'émail et le décor ainsi que les supports en lave émaillée. Le carreau devient un élément esthétique et non plus un simple revêtement de protection.
De nos jours, 15 céramistes et 15 potiers perpétuent la tradition céramique à Salernes,,. La commune, soucieuse du devenir économique de sa ville, s’est investie dans un projet de « Maison de la céramique architecturale » Terra Rossa pour promouvoir la filière carrelage et art de la maison. Cette structure rend hommage aux générations de céramistes qui se sont succédé. Elle se doit de devenir l’élément clef pour transmettre le savoir, maintenir et développer la création, la production, la communication.

Blason Salernes.

## Toponymie
La commune est appelée Salèrna en provençal classique et Salerno en provençal de norme mistralienne.

## Blasonnement
Les armoiries de Salernes se blasonnent ainsi : De gueules, à un château donjonné de trois tours d'or.

## Économie

### Budget et fiscalité
Les comptes 2010 à 2019 de la commune s’établissent comme suit, :  
| Postes                                             | 2010    | 2011    | 2012    | 2013    | 2014    | 2015    | 2016    | 2017    | 2018    | 2019    |
| -------------------------------------------------- | ------- | ------- | ------- | ------- | ------- | ------- | ------- | ------- | ------- | ------- |
| Produits de fonctionnement                         | 4 517 € | 5 036 € | 4 780 € | 5 065 € | 4 939 € | 5 642 € | 5 484 € | 4 155 € | 5 418 € | 5 746 € |
| Charges de fonctionnement                          | 4 219 € | 4 250 € | 4 371 € | 4 863 € | 5 026 € | 4 974 € | 4 749 € | 4 640 € | 4 861 € | 5 370 € |
| Ressources d’investissement                        | 1 177 € | 1 370 € | 1 088 € | 1 019 € | 1 756 € | 1 146 € | 1 937 € | 1 393 € | 2 641 € | 1 478 € |
| Emplois d’investissement                           | 1 155 € | 909 €   | 1 805 € | 1 465 € | 2 389 € | 1 184 € | 1 192 € | 1 000 € | 2 320 € | 2 169 € |
| Dette                                              | 3 604 € | 3 392 € | 3 174 € | 2 890 € | 2 700 € | 2 499 € | 2 854 € | 2 631 € | 3 286 € | 3 024 € |
| Source : Ministère de l’Économie et des Finances,. |         |         |         |         |         |         |         |         |         |         |

| Postes                                                                                   | en milliers d’€ | en € par habitant | Moyenne de la strate |
| ---------------------------------------------------------------------------------------- | --------------- | ----------------- | -------------------- |
| Taxe d’habitation (y compris THLV) : taux voté : 16,46 %                                 | 1 328 €         | 333 €             | 203 €                |
| Taxe foncière sur les propriétés bâties : taux voté : 25,33 %                            | 1 612 €         | 405 €             | 237 €                |
| Taxe foncière sur les propriétés non bâties : taux voté : 95,62 %                        | 85 €            | 21 €              | 13 €                 |
| Taxe additionnelle à la taxe foncière sur les propriétés non bâties : taux voté : 0,00 % | 0 €             | 0 €               | 0 €                  |
| Cotisation foncière des entreprises : taux voté :0,00 %                                  | 0 €             | 0 €               | 0 €                  |
| Source : Ministère de l’Économie et des Finances.                                        |                 |                   |                      |

Chiffres clés Revenus et pauvreté des ménages en 2018 : Médiane en 2018 du revenu disponible, par unité de consommation : 19 920 €.

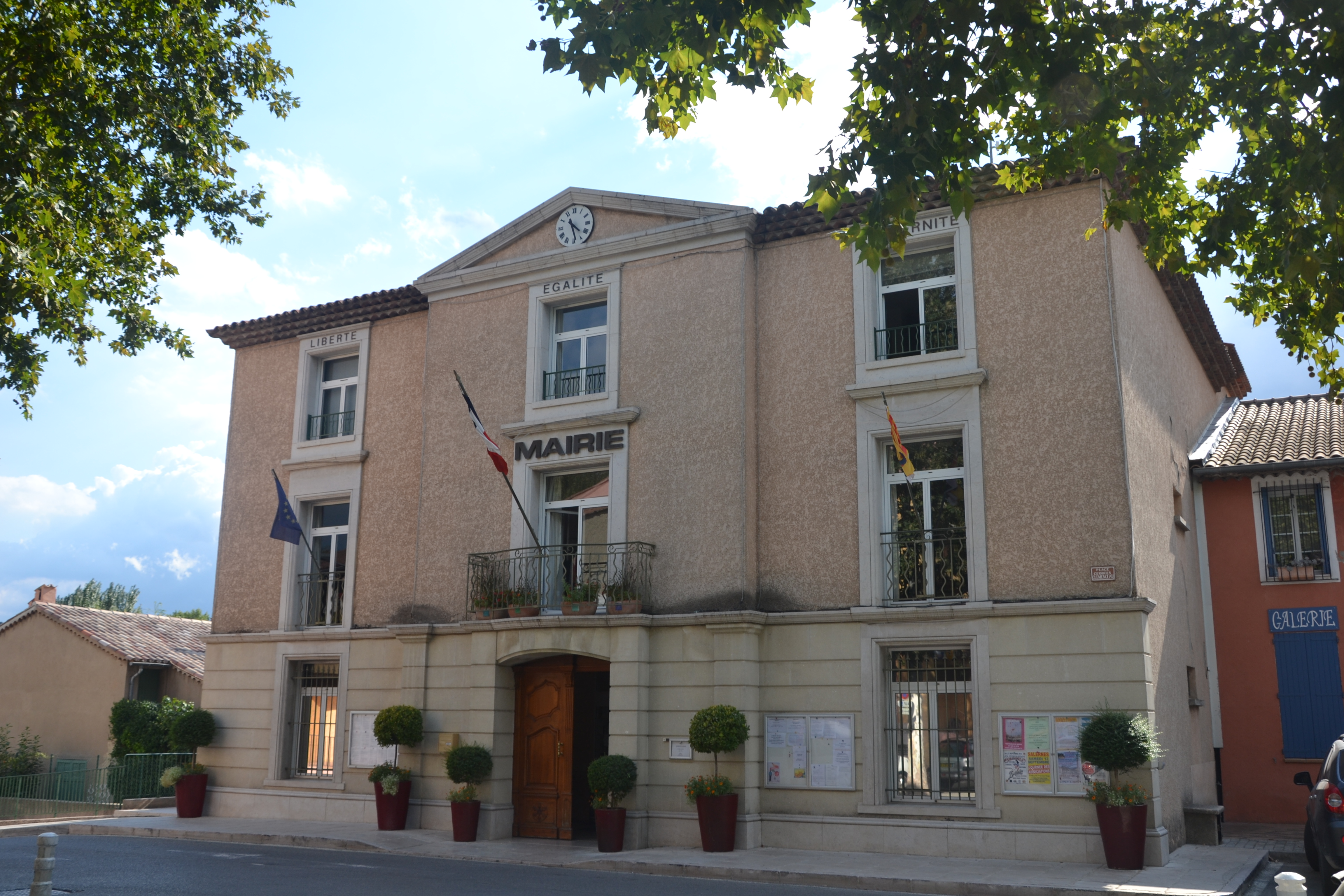
Mairie de Salernes.

## Politique et administration

### Liste des maires
De 1852 à 1860, la liste républicaine est systématiquement victorieuse des élections. Le préfet la remplace par une commission municipale qu’il nomme, ainsi que le maire, suivant l’article 57 de la constitution.

## Population et société

### Démographie

#### Évolution démographique
L'évolution du nombre d'habitants est connue à travers les recensements de la population effectués dans la commune depuis 1793. Pour les communes de moins de 10 000 habitants, une enquête de recensement portant sur toute la population est réalisée tous les cinq ans, les populations de référence des années intermédiaires étant quant à elles estimées par interpolation ou extrapolation. Pour la commune, le premier recensement exhaustif entrant dans le cadre du nouveau dispositif a été réalisé en 2004.

En 2022, la commune comptait 3 812 habitants, en évolution de −1,73 % par rapport à 2016 (Var : +4,98 %, France hors Mayotte : +2,11 %).
| 1793  | 1800  | 1806  | 1821  | 1831  | 1836  | 1841  | 1846  | 1851  |
| ----- | ----- | ----- | ----- | ----- | ----- | ----- | ----- | ----- |
| 2 379 | 2 417 | 2 421 | 2 541 | 2 510 | 2 610 | 2 544 | 2 629 | 2 613 |

| 1856  | 1861  | 1866  | 1872  | 1876  | 1881  | 1886  | 1891  | 1896  |
| ----- | ----- | ----- | ----- | ----- | ----- | ----- | ----- | ----- |
| 2 823 | 3 006 | 3 250 | 3 008 | 2 862 | 3 290 | 2 814 | 2 830 | 2 713 |

| 1901  | 1906  | 1911  | 1921  | 1926  | 1931  | 1936  | 1946  | 1954  |
| ----- | ----- | ----- | ----- | ----- | ----- | ----- | ----- | ----- |
| 2 653 | 2 563 | 2 511 | 2 175 | 2 667 | 2 632 | 2 429 | 2 183 | 2 288 |

| 1962  | 1968  | 1975  | 1982  | 1990  | 1999  | 2004  | 2006  | 2009  |
| ----- | ----- | ----- | ----- | ----- | ----- | ----- | ----- | ----- |
| 2 233 | 2 362 | 2 469 | 2 882 | 3 012 | 3 269 | 3 598 | 3 652 | 3 574 |

| 2014  | 2019  | 2022  | - | - | - | - | - | - |
| ----- | ----- | ----- | - | - | - | - | - | - |
| 3 851 | 3 761 | 3 812 | - | - | - | - | - | - |

### Enseignement
- Établissements d'enseignements[77] :
  - Écoles maternelles et primaires[78],
  - Collèges à Aups,Lorgues, Barjols, Draguignan,
  - Lycées à Lorgues, Draguignan, Brignoles.

### Santé
- Professionnels de santé : médecins[79],
- Établissements de santé à Brignoles, Draguignan.
- Une maison de Santé Pluriprofessionnelle est en cours de construction à Aups (distante de 9 km)[80], intégrant des paramédicaux et un lieu ressource "Social et solidaire". Elle devrait ouvrir début 2020.
- L'hôpital le plus proche est le Centre hospitalier de la Dracénie et se trouve à Draguignan, à 22 km[81],[82]. Il dispose d'équipes médicales dans la plupart des disciplines[83] : pôles médico-technique ; santé mentale ; cancérologie ; gériatrie ; femme-mère-enfant ; médecine-urgences ; interventionnel.

### Cultes
Culte catholique, paroisse de Salernes, diocèse de Fréjus-Toulon.

## Lieux et monuments

### ÉgliseSaint-Pierre

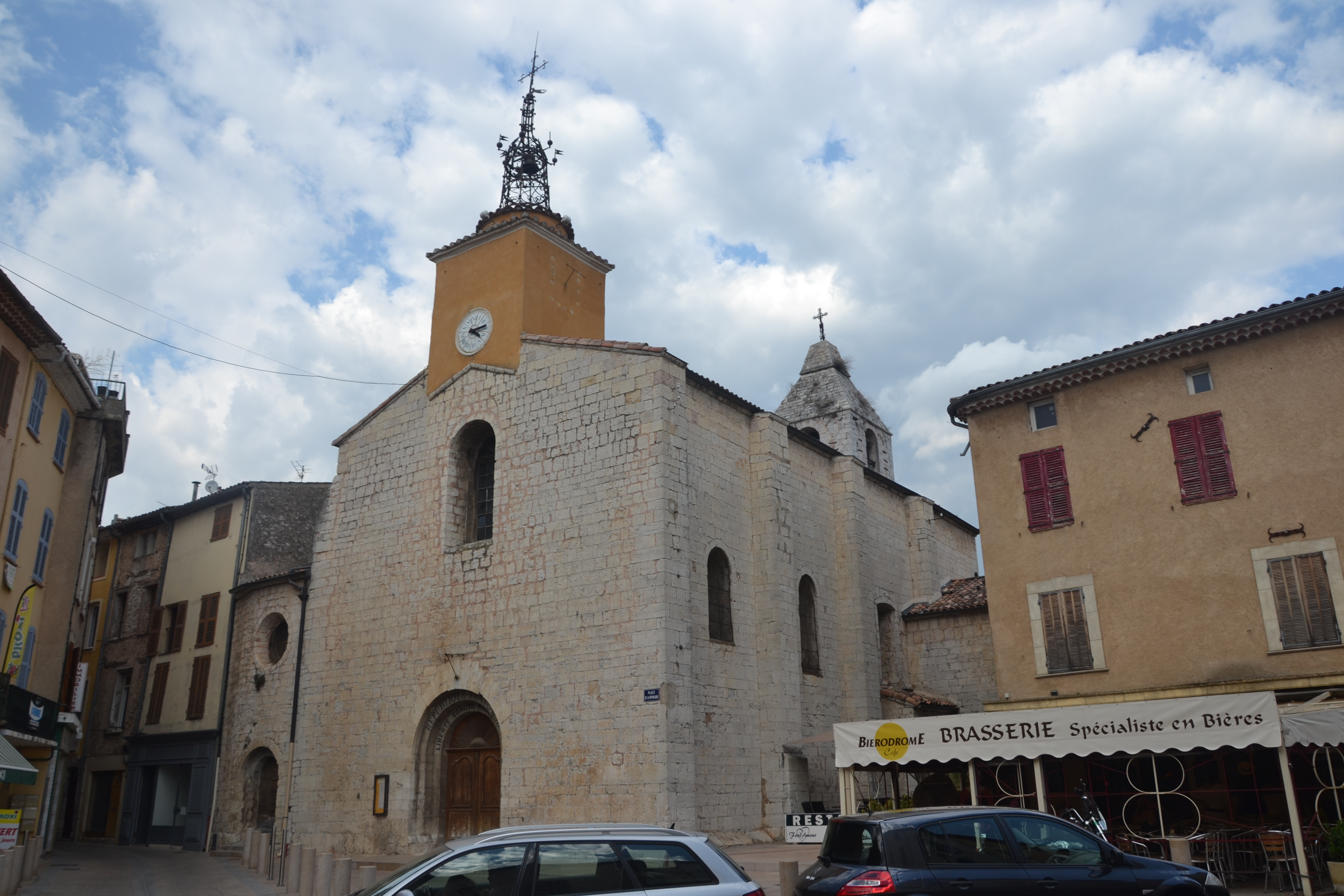
Église de Salernes.

C'est un édifice de style roman communément daté du XIIIe siècle. Il est doté d'un clocher roman à la croisée du transept et d'un campanile du XVIIe siècle. Les murs extérieurs ont été rehaussés et la toiture couverte de tuiles rondes. La nef centrale a une voûte en berceau brisé avec doubleaux. 

Côté nord, les fonts baptismaux sont en marbre de Brignoles et une toile du XIXe siècle représente le baptême de Jésus. L'autel du rosaire a été sculpté en 1665 par Pierre Berbegier de Moustiers (sculpteur). Une descente de la croix, copie d'un tableau de Rubens exposé à la cathédrale d'Anvers se trouve dans l'autel du Sacré-Cœur. L'orgue de l'abbé Marchal est de 1975,.

### Château
Il existait déjà au XIe siècle et il n'en subsiste que des ruines dominant le village. Sa destruction serait due à un incendie survenu en 1676 alors qu'il était habité par Joseph dit de Bourbon d'Acigne.

### Site de Saint-Barthélémy
La légende dit : Au pied des rochers, dont les sommets s'irisent au point du jour des couleurs les plus tendres et sous la verdure coule la jolie source de Saint Barthélémy. À une époque fort lointaine où les nymphes des bois se baignaient dans les eaux de la source, les dieux d'alors, jaloux de leur beauté et pour en défendre l'accès aux mortels, coupèrent les rochers à pic. Et lorsque de séduisants chevaliers vinrent sur les bords de l'onde, les nymphes disparurent, les plongeant dans un profond désarroi. Pris de pitié pour ces malheureux humains, les dieux les changèrent en peupliers. C'est depuis ce jour que des arbres grandissent sur les berges. 

Un grand parc ombragé avec tables de pique-nique et espaces de détente est à la disposition des visiteurs. Tout le long du vallon, des grottes offrent une aire de jeu pour les enfants. Le fond de la gorge est propice au développement d'une flore peu habituelle dans le département qu'il faut respecter et protéger.

### Orme de Salernes

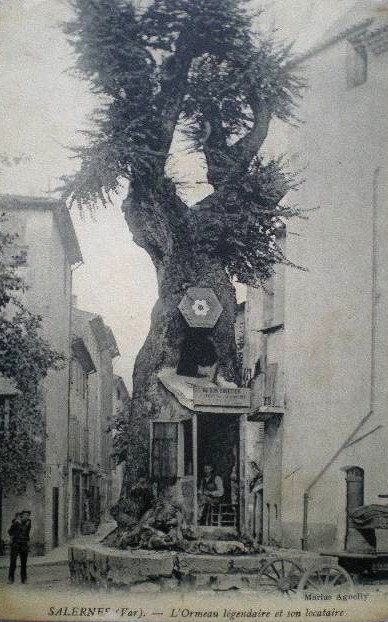
L'orme de Salernes et l'atelier du savetier en 1909.

Vieil orme planté en 1683, qui a ensuite servi d'habitation à un artisan savetier. Ce dernier a sûrement provoqué un incendie en 1868, durant lequel l'arbre aurait brûlé pendant plusieurs jours. Mais l'orme a subsisté, l'habitation de l'artisan en moins... aujourd'hui l'orme a disparu reste la place où il se trouvait.

### Autres patrimoines
- Le pont du Gourgaret, inscrit au titre des monuments historiques depuis 1981[93].
- Fontaine place de la Révolution, inscrite au titre des monuments historiques depuis 1926[94].
- Lavoir.
- Chapelle Saint-Jacques (dite aussi Notre-Dame-de-Bon-Secours), XIXe siècle[95].
- Sanctuaire et le monastère Notre-Dame-de-Clarté[96].
- Monument aux morts inauguré le 13 novembre 1921[97],[98].
- Maison de la Céramique Architecturale Terra Rossa[99], créée dans une ancienne usine, et conçue par Jean-Michel Wilmotte, avec des jardins dessinés par jean Mus.
- Ancienne minoterie de Saint-Barthélémy, exploitée de 1880 à 1955, inscrite au titre des monuments historiques depuis 2018[100].
- Vieux moulin à huile.
- Maison Issaurat
- Tombe de la Lauve

## Personnalités liées à la commune
- Paul Cotte (1825-1907), né à Salernes, républicain d’avant 1848, insurgé en 1851, préfet du Var en septembre 1870 et député (1871-1881)[101]
- Jacques de Bourbon Busset (1912-2001), diplomate et écrivain.
- Serge Santucci né à Salernes en 1944, sculpteur et graveur français.
- Pierre Tilman né à Salernes en 1944, artiste plasticien français.
- Pierre Moinot, romancier académicien français, inhumé au cimetière de Salernes[102].